# كارل ريتر فون ويبر
كارل ريتر فون ويبر (بالألمانية: Karl von Weber)‏ هو ضابط ألماني، ولد في 23 أغسطس 1892 في Geiselbach ‏ في ألمانيا، وتوفي في 20 يوليو 1941 في سمولينسك في روسيا.